# موتيفا (شركة)
شركة موتيفا المحدودة هي شركة مشتركة 50/50 ما بين شركة نفط شل (المملوكة بالكامل من أمريكا رويال داتش شل) و شركة السعودية للتكرير (المملوكة بالكامل لي شركة أرامكو السعودية).ويقع المقر الرئيسي للشركة في هيوستن، تكساس.
في عام 1988 اتفق تكساكو و شركة السعودية للتكرير إلي إقامة مشروع مشترك يعرف باسم ستر أنتربرايز لتسويق المنتوجات البترولية في شرق الولايات المتحدة وساحل الخليج.